# 戴昌晖
戴昌晖（1919年—2005年），男，江西赣县人，中国空气动力学家、航空教育家，曾任南京航空学院空气动力学系系主任、教授、博士生导师，中国力学学会理事。